# 천안 세성산성
천안 세성산성(天安 細城山城)은 대한민국 충청남도 천안시 동남구 성남면, 세성산(해발 180m)에 있는 산성이다. 1997년 8월 5일 대한민국의 충청남도의 기념물 제105호로 지정되었다.

## 개요
충청남도 천안시 성남면 해발 180m 세성산의 산정상을 둘러쌓은 테뫼식 성으로 돌로 쌓은 내성과 그 남쪽 기슭에 흙으로 쌓은 외성으로 이루어졌다.
내성의 둘레는 350m정도이며, 높이 3m정도로 경사가 급하고, 폭 2.8m의 동문터가 있다.
내성에서는 격자무늬, 민무늬 기와조각이나 토기조각들이 발견되고, 외성에서는 삼국시대 적갈색토기들이 발견되고 있다.
이 성에 관한 기록은 『신증동국여지승람』, 『대록지』, 『갑오동학혁명사』 등에 전하고 있다.

## 현지 안내문
세성산 정상부를 감싸고 축조한 내성(內城)과 그 남쪽 산기슭에 외성(外城)을 갖추고 있는 복합산성이다.
내성은 험준한 지형을 이용하여 자연할석(自然割石)으로 쌓았으며 둘레는 350m이고, 높이는 3m정도이다. 내성 동쪽에는 너비가 2.8m인 동문터가 확인되고 있다. 외성은 내성 남쪽 벽의 외곽(外廓)에 흙으로 쌓았는데, 높이는 1.5m이다.
내성에서는 쇠뿔모양(牛角形)의 손잡이와 무늬가 없거나 또는 격자(格字)무늬가 있는 토기조각과 기와조각이 발견되며, 외성에서는 연질(軟質)의 적갈색 토기와 경질(硬質)의 토기조각이 수습되고 있다.
《대록지》(大麓誌)에는 삼국시대의 농성(農城)으로 기록되어 있으며, 《갑오동학혁명사》에는 동학혁명군이 이성에 집결해 있다가 죽산부사(竹山府使) 이두황(李斗璜)에게 패산된 기록이 있어 이 산성이 오랫동안 이용되었음을 알 수 있다.

## 같이 보기
- 세성산

## 참고 문헌
- 《문화유적총람 - 성곽·관아》, 충청남도, 1991년
- 《충남지역의 문화유적》7집, 백제문화개발연구원, 1993년
- 《천안시지》, 천안시, 1997년
- 《충청남도지정문화재해설집》, 충청남도, 2001년

## 참고 자료
- 천안 세성산성 - 국가유산청 국가유산포털